# Invasió de Iugoslàvia
La Invasió de Iugoslàvia (nom en clau: Directiva 25), també coneguda com a Guerra d'Abril (hongarès:Travanjski rat; serbi: Aprilski rat; eslovè: aprilska vojna) va ser l'atac de l'Eix contra el Regne de Iugoslàvia el 6 d'abril de 1941, durant la Segona Guerra Mundial. La invasió va concloure amb la rendició incondicional del Reial Exèrcit Iugoslau el 17 d'abril, l'annexió i ocupació de la regió per l'Eix i la creació de l'Estat Independent de Croàcia (Nezavisna Država Hrvatska, o NDH).

## Rerefons
A l'octubre de 1940, la Itàlia feixista havia envaït Grècia només per veure's obligada a recular fins a Albània. El dictador alemany Adolf Hitler va veure que calia anar a ajudar al seu aliat, el dictador italià Benito Mussolini. Hitler no només havia de netejar el prestigi de l'Eix, sinó que també per evitar que la Gran Bretanya pogués bombardejar els camps petroliers d'on l'Alemanya obtenia el seu petroli.
Després d'acords mitjançant els quals Hongria, Romania i Bulgària van unir-se a l'Eix, Hitler pressionà a Iugoslàvia perquè s'unís al Pacte Tripartit. El Príncep Pau de Iugoslàvia va sucumbir a aquesta pressió el 25 de març de 1941; però aquest moviment va ser profundament impopular entre els civils i militars serbis contraris a l'Eix. Dos dies després tingué lloc un cop d'estat portat a terme per oficials serbis, i el Regent va ser substituït al tron pel rei Pere II.
Després d'assabentar-se de les notícies del cop a Iugoslàvia, Hitler va reunir a Berlín el mateix dia als seus consellers militars. Hitler estava tan aïrat que estava decidit "a destruir Iugoslàvia militarment i com a nació sense esperar a possibles declaracions de lleialtat del nou govern", malgrat que els nous governants iugoslaus estaven aparentment preparats a mantenir a Iugoslàvia al Pacte Tripartit.

## Les Reials Forces Armades Iugoslaves

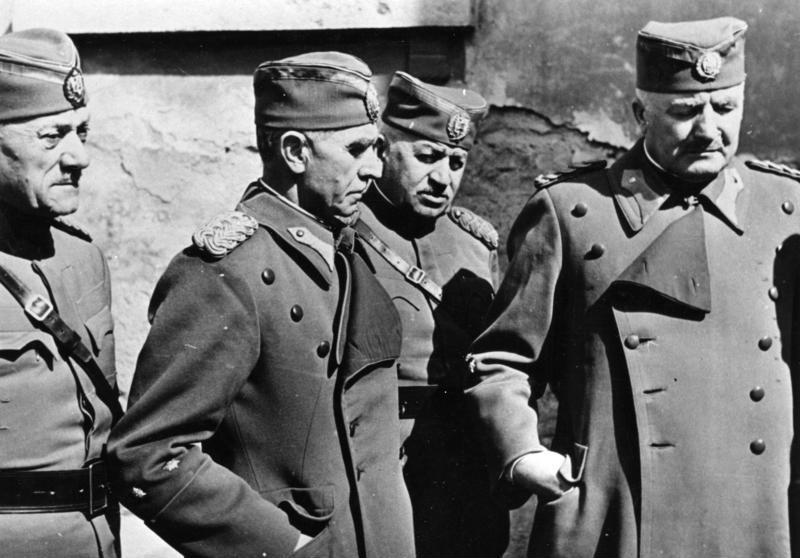
Oficials iugoslaus captius abans de ser deportats a Alemanya.

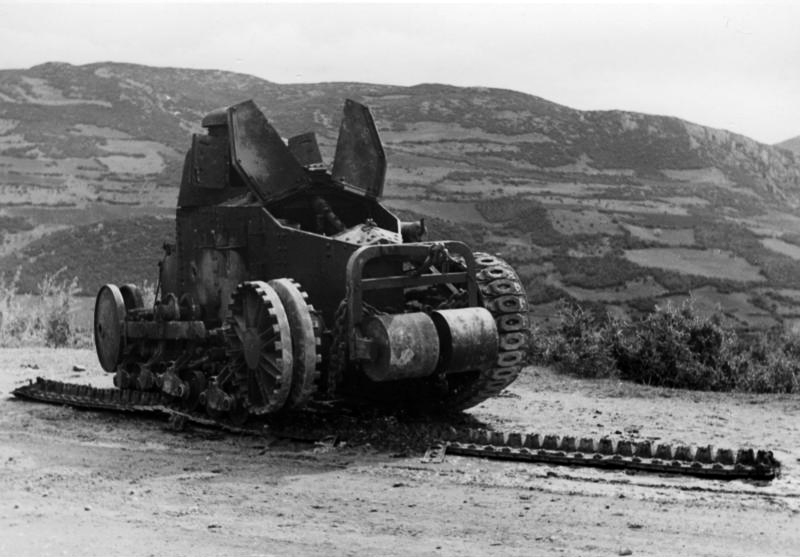
Tanc FT-17 iugoslau destruït.

Format després de la I Guerra Mundial, el Reial Exèrcit Iugoslau estava enormement equipat amb armament i material d'aquella època, tot i que s'havia començat a modernitzar-se amb vehicles i equipament txecoslovacs. De les 4.000 peces d'artilleria, moltes eren velles i tirades a cavall, però unes 1.700 eren relativament modernes, incloent-hi 812 canons antitanc de 37mm i de 47mm. També tenien uns 2.300 morters, incloent-hi 1.600 peces de 81mm, així com 24 peces de 220mm i de 305mm. Dels 940 canons antiaeris, 360 eren models txecs i italians de 15 i de 20mm. Totes aquestes armes eren importades de diverses fonts, la qual cosa implicava que diversos models sovint estaven mancats de les reparacions adequades i de les instal·lacions de manteniment.
Les úniques unitats mecanitzades eren 6 batallons d'infanteria motoritzada a les 3 divisions de cavalleria, 6 regiments d'artilleria motoritzada, dos batallons de blindats equipats amb 110 tancs, un dels quals tenia models Renault FT-17s de la I Guerra Mundial i 54 moderns Renault R35, a més d'una companyia independent equipada amb 8 destructors de tancs SI-D txecs. Hi havia un centenar de camions dedicats a propòsits militars que havien estat importats des dels Estats Units durant els mesos immediatament anteriors de la invasió.
Totalment mobilitzat, el Reial Exèrcit Iugoslau podia reunir fins a 28 divisions d'infanteria, 3 divisions de cavalleria i 35 regiments independents. A finals de 1939 es formà una unitat independent paracaigudista, de mida d'una companyia, però encara no estava preparada pel combat. Dels regiments independents, 16 estaven destinats a les fortificacions de frontera i 19 estaven organitzats com a regiments combinats, o odred, al voltant d'una brigada reforçada. Cada Odred tenia entre un a tres regiments d'infanteria, i un a tres batallons d'artilleria, amb tres organitzats com a unitats alpines. L'atac alemany, això no obstant, els agafà amb l'exèrcit encara mobilitzant-se, i només 11 divisions estaven situades a les seves posicions defensives pre-establertes a l'inici de la invasió. Les unitats estaven a entre un 70 i un 90% de la seva força, i la mobilització no estava completa. Les forces del Reial Exèrcit Iugoslau sumaven prop d'1.200.000 homes.
El Reial Exèrcit Iugoslau estava organitzat en 3 grups d'exèrcits i en tropes de defensa costanera. El 3r Grup d'Exèrcits era el més fort, amb el 3r Grup Territorial i els Exèrcits 3r, 5è i 6è defensant les fronteres amb Romania, Bulgària i Albània. El 2n Grup d'Exèrcit, que format pels exèrcits 1r i 2n defensaven les regions entre les Portes de Ferro i el riu Drava. El 1r Grup d'Exèrcits, format pels Exèrcits 4t i 7è, format principalment per tropes croates i eslovenes defensant les fronteres italianes, alemanyes i hongareses.
La força real de cada exèrcit era poc més que la d'un cos, amb el 3r Grup d'Exèrcits format pel 3r Exèrcit, compost per 4 divisions d'infanteria i un odred de cavalleria; el 3r Exèrcit Territorial, amb 3 divisions d'infanteria i un regiment independent d'artilleria motoritzada; el 5è Exèrcit, amb 4 divisions d'infanteria, una de cavalleria, 2 odreds i un regiment independent d'artilleria motoritzada; i el 6è Exèrcit, amb 3 divisions d'infanteria, 2 brigades de Guàrdies Reials (odred) i 3 odreds d'infanteria. El 2n Grup d'Exèrcits tenia el 1r Exèrcit, amb una divisió d'infanteria i una de cavalleria, 3 odreds 6 regiments de defensa fronterera; el 2n Exèrcit tenia 3 divisions d'infanteria i un regiment de defensa fronterera. Finalment, el 1r Grup d'Exèrcits consistia en el 4t Exèrcit amb tres divisions d'infanteria i un odred, mentre que el 7è Exèrcit tenia 2 divisions d'infanteria, una de cavalleria, 3 odreds de muntanya, 2 odreds d'infanteria i 9 regiments de defensa fronterera. La Reserva estratègica del Comandament Suprem a Bòsnia comprenia 4 divisions d'infanteria, 4 regiments independents d'infanteria, un batalló de tancs, 2 batallons d'enginyers motoritzats, 2 regiments motoritzats d'artilleria pesant, 15 batallons d'artilleria independent i 2 batallons independents d'artilleria antiaèria. La Força de Defensa Costanera, situada a la costa adriàtica davant Zadar estava comprès per una divisió d'infanteria i 2 odreds, a més de brigades fortificades i unitats antiàeries a Šibenik i Kotor.
A l'albada de la invasió, només hi havia roba i calçat per a dos terços dels efectius de les tropes potencials del front i només parcialment per a altres tropes; altres subministraments essencials només eren disponibles per a un terç de les tropes de front; només hi havia subministraments mèdics i sanitaris per a unes poques setmanes, i els subministraments de menjar només durarien dos mesos. En qualsevol cas no hi havia possibilitats de reabastiment.
A més dels problemes d'un equipament inadequat i d'una mobilització incompleta, l'Exèrcit Iugoslau va patir molt a causa de la desconfiança serbo-croata a la política iugoslava. La resistència iugoslava a la invasió es va col·lapsar de cop. El motiu principal era que cap dels grups nacionals subordinats, eslovens i croates, estaven preparats per lluitar en defensa d'una Iugoslàvia sèrbia. L'única oposició efectiva a la invasió va ser duta a terme per les unitats sèrbies a les fronteres de la mateixa Sèrbia. En la seva pitjor expressió, les defenses iugoslaves no estaven compromeses el 10 d'abril de 1941, quan diverses de les unitats croates dels Exèrcits 4t i 7è es van amotinar, i el nou govern croata aplaudí l'entrada dels alemanys a Zagreb aquell mateix dia. L'Estat Major General Serbi estava unit en la qüestió de Iugoslàvia com la "Gran Sèrbia", comandat, d'una manera o d'una altra, per Sèrbia. A l'albada de la invasió, dels 165 generals que hi havia al servei actiu iugoslau, només 4 no eren serbis.
La Reial Força Aèria Iugoslava tenia uns 450 avions, d'origen iugoslau (principalment l'IK-3), alemany, italià, francès i britànic; del qual la meitat eren moderns. Organitzats en 22 esquadrons de bombarders i 19 esquadrons de caces, els principals avions que estaven en ús incloïen 73 Messerschmitt Me-109 E, 38 Hawker Hurricane I (amb alguns més construïts més sota llicència a Iugoslàvia, 13 Hawker Fury II, 8 Ikarus IK-2 i 6 caces Rogozarski IK3; i 63 bombarders Dornier Do 17 K (incloent 40 construïts per llicència), 60 Bristol Blenheim I (incloent 40 construïts sota llicència) i 40 Savoia Marchetti SM-79 K. L'Aviació Naval estava formada per 8 esquadrons equipat, entre altres tipus auxiliars, 20 Dornier Do 22 K i 50 hidroavions Rogozarski SIM XIVH.
Els avions de la línia aèria iugoslava Aeroput, formada principalment per 6 Lockheed Model 10 Electras, 3 Spartan Cruisers i un de Havilland Dragon van ser mobilitzats per proveir serveis de transport a la Força Aèria.
La Reial Marina Iugoslava estava equipat amb un antic creuer lleuger alemany (que només servia per a propòsits d'entrenament), una gran flotilla de destructors moderns de disseny britànic, 3 destructors moderns de disseny francès (2 construïts a Iugoslàvia a més d'un altre encara en construcció), 4 submarins moderns (un de disseny francès i 2 de britànic) i 10 llanxes torpedineres modernes. Entre els vaixells antics hi havia 6 llanxes torpedineres mitjanes provinents d'Àustria, 6 minadors i 4 monitors blindats fluvials.

## Operacions

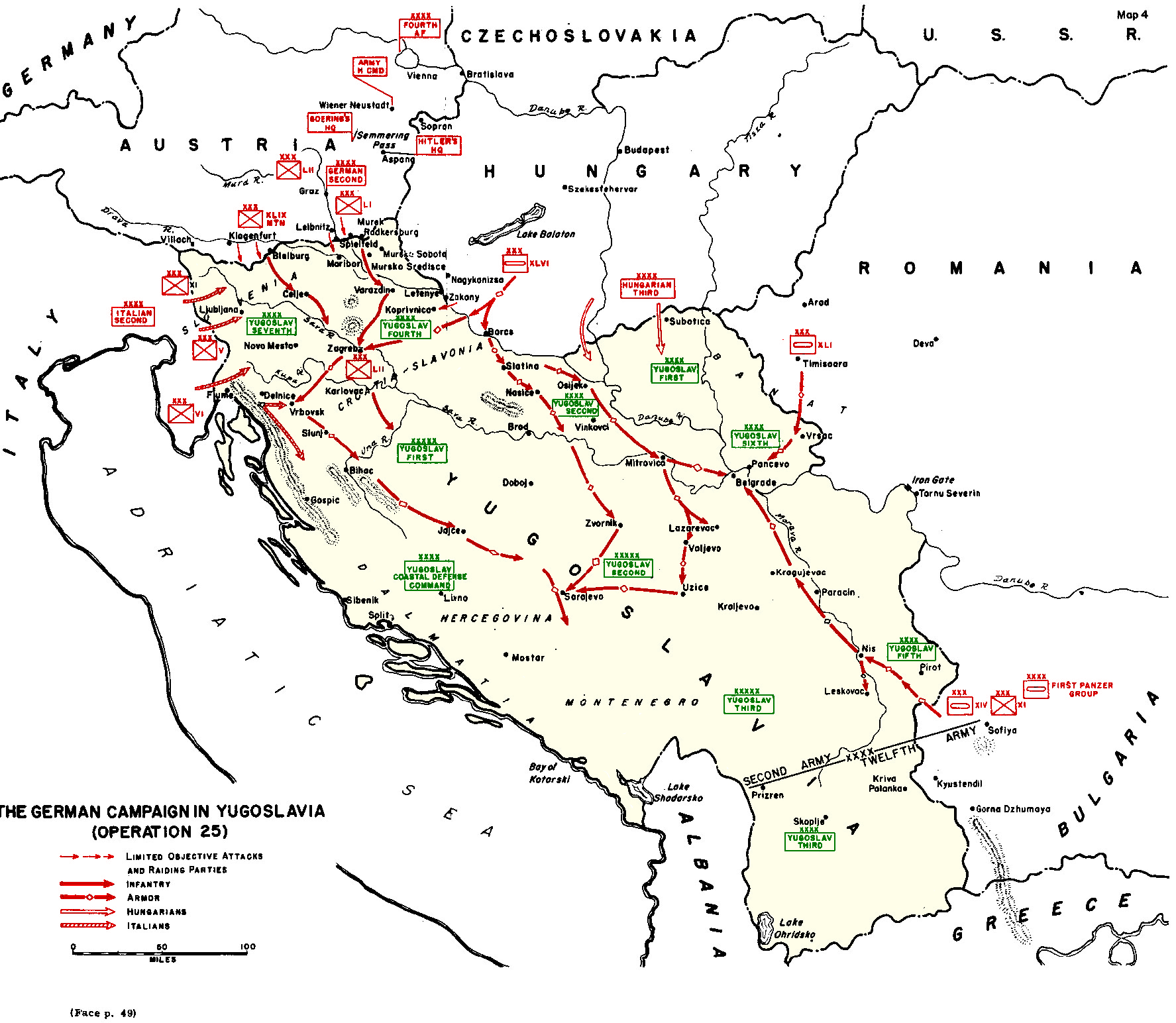
Mapa de l'atac de l'Eix

Iniciant-se el 6 d'abril de 1941, els exèrcits de l'Eix van envair Iugoslàvia des de tots els costats, mentre que la Luftwaffe bombardejava Belgrad. Els exèrcits alemanys van ser els primers a travessar la frontera amb els exèrcits hongaresos i italians els seguien uns pocs dies després. El Tsar Boris III evità enviar-hi tropes búlgares a la invasió, al·legant que les seves tropes guardaven el 12. Armee alemany contra Turquia. De manera semblant, si bé Romania era una àrea de reunió de les tropes alemanyes, les tropes romaneses tampoc no van participar en la invasió.

### El bombardeig de Belgrad
Per a la campanya dels Balcans es destinà la Luftflotte 4, formada per 7 Kampfgruppen (formacions de combat).
Hitler, enfurismat amb el desafiament iugoslau, ordenà que es portés a terme l'Operació Càstig (Unternehmen Strafgericht): a les 7 del matí del 6 d'abril, la Luftwaffe inicià l'assalt sobre Iugoslàvia mitjançant un bombardeig de saturació sobre la capital. Volant des de bases a Àustria i Romania 300 avions, dels quals una quarta part eren Junkers Ju 87 Stukas, protegits per una potent escorta de caces començaren l'atac. Els bombarders en picat havien de silenciar les defenses antiaèries iugoslaves, mentre que els bombarders mitjans (principalment Dornier Do 17 i Junkers Ju 88) atacaven la ciutat. L'atac inicial va ser portat a terme en intervals de quinze minuts en 3 onades diferents, cadascuna de les quals s'estengué durant 20 minuts. Així doncs, Belgrad va ser subjecte a una pluja de bombes de gairebé una hora i mitja. Els bombarders alemanys dirigiren el seu esforç principal contra el centre de la ciutat, on estaven situats els principals edificis governamentals. El Kampfgruppen de bombarders mitjans prosseguiren el seu atac sobre la ciutat durant diversos dies més, mentre les onades de Stuka (les Stukageschwaders) van dirigir-se ben aviat contra els camps d'aviació iugoslaus.
Quan finalitzà l'atac, uns 4.000 habitants jeien morts sota les runes. Això havia destruït virtualment tots els mitjans de comunicació entre l'alt comandament iugoslau i les tropes al camp. Tot i això, la majoria dels membres de l'estat major general van aconseguir fugir als afores de la ciutat.
Després d'haver destruït el centre de decisió enemic, la Luftwaffe va poder dirigir el seu màxim esforç contra els objectius militars, com els camps d'aviació, les rutes de comunicació i les concentracions de tropes, donant suport proper a les operacions del Heer.
La Força Aèria Iugoslava va situar sobre Belgrad els interceptors de 6 esquadrons del 32è i del 51è Grups de Caces per atacar cadascuna de les onades de bombarders. Els caces Messerschmitt 109E, els Hawker Hurricanes I i els Rogozarski IK-3 van reclamar 20 victòries entre els bombarders i els seus escortes el 6 d'abril, a més d'una dotzena més l'endemà. La defensa desesperada portada a terme per la Força Aèria Iugoslava va costar 20 caces abatuts i 15 danyats.

### La batalla aèria
Després del Cop de Belgrad del 25 de març, les forces armades iugoslaves van ser posades en alerta, tot i que no van ser completament mobilitzades per por de no provocar a Hitler. L'alt comandament de la Reial Força Aèria Iugoslava (JKRV) decidí dispersar les seves forces des de les seves bases principals a un sistema de 50 camps d'aviació auxiliars que havien estat preparats anteriorment. Tot i això, diversos d'aquests camps d'aviació no disposaven de comoditats, i tenien un inadequat drenatge que feia que només poguessin enlairar-se els avions més lleugers en les adverses condicions meteorològiques que va haver a l'abril de 1941.
Malgrat disposar d'uns avions millors als dels països anteriorment ocupats per Alemanya, com Txecoslovàquia o Polònia, la JKRV simplement no podia fer front a la superioritat de la Luftwaffe ni o de la Regia Aeronautica en termes de xifres, desplegament tàctic o experiència de combat. Per tant, els combats del dia 11 van destruir la JKRV.
Les forces de bombarders i marítima van atacar objectius a Itàlia, Àustria, Hongria, Romania, Bulgària, Albània i Grècia, a més d'atacar les tropes alemanyes, italianes i hongareses. Mentrestant, la eskadrilla de caces causava no poques baixes als escortats bombarders de la Luftwaffe en els seus atacs sobre Sèrbia (principalment sobre Belgrad), així com els de la Regia Aeronautica sobre Dalmàcia, Bòsnia, Hercegovina i Montenegro. A més, la JKRV donà suport directe a les ofegades tropes iugoslaves atacant les columnes mecanitzades a Croàcia, Bòsnia i Sèrbia (a vegades enlairant-se i atacant les tropes que ja estaven atacant la mateixa base, mentre que aquesta era evacuada).
Així doncs és obvi que, després d'una combinació de les pèrdues en combat aeri, la destrucció ocasionada pels atacs enemics contra les bases i que aquestes anaven sent conquerides pels invasors, després la JKRV deixés pràcticament d'existit. S'ha de fer notar que, entre el 6 i el 17 d'abril, la JKRV va rebre 8 Hawker Hurricane Is, 6 Dornier Do-17Ks, 4 Bristol Blenheim Is, 2 Ikarus IK 2s, 1 Rogozarski IK-3 i 1 Messerschmitt Bf 109 de la indústria aeronàutica local i dels tallers.
El 6 d'abril, els bombarders en picat i els caces d'atac aire-terra de la Luftwaffe van destruir 26 dels Dorniers iugoslaus durant l'assalt inicial contra els seus aeròdroms, però la resta d'avions encara va poder llançar múltiples atacs contra les columnes mecanitzades alemanyes i contra els aeròdroms búlgars. Al final de la campanya les pèrdues totals iugoslaves eren 4 avions destruïts en combat aeri i 45 a terra. Entre el 14 i el 15 d'abril, els 7 Do 17K van volar a l'aeròdrom de Nikšić (Montenegro) i van participar en l'evacuació del Rei Petar II i els membres del govern iugoslau a Grècia. Durant aquesta operació, les reserves d'or iugoslaves també van ser transportades a Grècia per 7 Do 17, així com pels Savoia Marchetti SM-79Ks i els Aeroput Lockheed Model 10 Electras, però després de completar la seva missió, cinc dels Do 17K van ser destruïts a terra quan els avions italians van atacar l'aeròdrom de Paramitia. Només dos Do 17Ks van aconseguir escapar a la destrucció a Grècia per unir-se posteriorment a la RAF britànica a Egipte.
El 15 d'abril a les 16:00, el comandant en cap de la Luftflotte 4, Generaloberst Alexander Löhr va rebre ordres de Hermann Göring per donar per finalitzada l'ofensiva aèria i traslladar el gruix de la força de bombarders en picat per donar suport a la campanya de Grècia.
Al final de la campanya fins a 18 avions (2 Dornier Do 17K, 4 Savoia Marchetti SM-79K, 3 Aeroput Lockheed Model 10 Electras, 8 Dornier Do-22K i 1 Rogozarski SIM-XIV-H) van aconseguir fugir fins a les bases aliades a Egipte.

### L'avanç en 3 vies sobre Belgrad
Tres forces terrestres separades van convergir sobre Belgrad des de direccions diferents. Van ser llançades com segueix:

#### Primer Grup Panzer (12è Exèrcit)

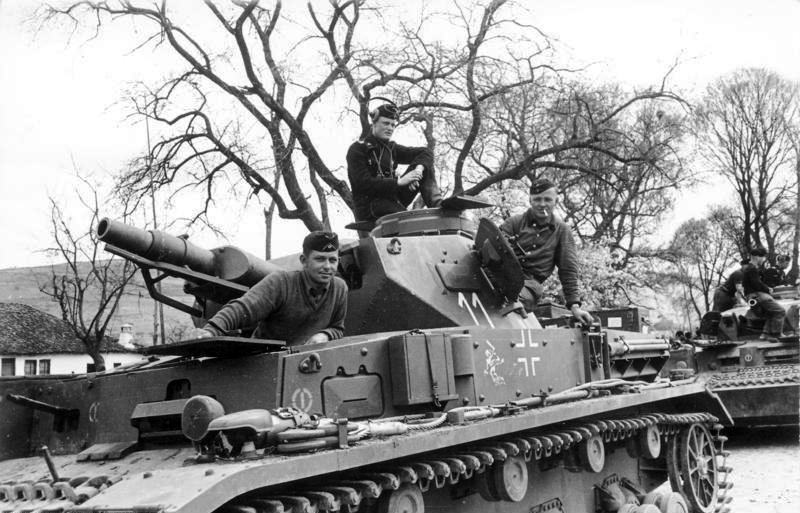
Panzer IV de l'Onzena Divisió Panzer avançant cap a Iugoslàvia des de Bulgària com a part del Dotzè Exèrcit Alemany.

A primera hora del matí del 8 d'abril, el Primer Grup Panzer del 12. Armee començà a avançar des de la seva àrea de reunió al nord-oest de Sofia. Travessant la frontera des de Pirot, el XIV Panzerkoprs, amb l'11a Divisió Panzer com a punta de llança, seguida per la 5a Divisió Panzer, la 294a divisió d'infanteria i la 4.Gebirgs-Division van avançar cap a Niš. Els alts comandaments britànics, iugoslaus i grecs intentaven usar Niš com a punt d'enllaç en els seus intents per fer fracassar l'avanç alemany als Balcans, i per aquest motiu la localitat era important. El Comandament Suprem Iugoslau va llançar les seves reserves, inclosa la 2a Divisió de Cavalleria, però van ser assatjades per la Luftwaffe durant el seu trasllat cap al front.
Malgrat el mal temps, els nombrosos embussos a les carreteres, i malgrat la resistència decidida del 5è Exèrcit iugoslau (així com els atacs de la JKRV, l'11a divisió Panzer, que comptava amb el suport sòlid de la Luftwaffe i les tropes d'artilleria, aconseguí guanyar terreny ràpidament i trencà les línies enemigues el primer dia de l'atac. El comandant del 3r Grup d'Exèrcits iugoslau, General Milan Nedić va quedar molt sorprès per aquests èxits inicials alemanys i ordenà que les seves tropes es retiressin fins a Morava. Aquesta maniobra no va poder-se executar a temps, car el 9 d'abril els tancs d'avançada alemanys van entrar a Niš i van continuar cap a Belgrad. A partir de Niš el terreny era més favorable i les columnes blindades podien seguir la vall de Morava durant tot el seu trajecte fins a la capital iugoslava.
Al sud de Paraćin i al sud-oest de Kragujevac, les unitats del 5è Exèrcit iugoslau van provar d'aturar l'onada d'avanç, però van ser ràpidament deixades de costat després de combats ferotges. En aquest únic encontre els alemanys van fer més de 5.000 presoners.
Mentrestant, la 5a Divisió Panzer va quedar temporalment aturada a les pèssimes carreteres prop de Pirot. Després que la divisió es tornés a posar en marxa, tombà cap al sud just després de Niš i aïllés les forces enemigues als voltants de Leskovac. Quan ja semblava aparent que el front de Niš estava a punt de col·lapsar-se la 5a divisió Panzer passà de dependre del 12è Exèrcit i s'uní al XL Panzerkorps per combatre a Grècia.
El 10 d'abril el XIV Panzerkorps avançava per la vall de Morava perseguint les unitats enemigues cap a la capital. L'endemà, les puntes de llança alemanyes van llançar-se de cop cap a l'ala sud del 6è Exèrcit iugoslau en retirada, superant-lo durant les primeres hores del dia 12. al vespre, els tancs del 1r Grup Panzer es van aturar a menys de 20 km al sud-est de Belgrad. Els dos exèrcits iugoslaus estaven en tal estat de confusió que ja no podien realitzar cap mena de temptativa per tal d'alentir l'amenaça alemanya o de tallar les seves línies de comunicació, tot i que s'estenien a través de 200 km des del punt des d'on havien penetrat al territori iugoslau.

#### El XLI Panzerkorps (Força Independent)
Programat per coincidir amb l'amenaça blindada del XIV Panzerkorps des del sud-est, el XLI Panzerkorps va penetrar des de la part meridional del Banat dirigint-se cap a la capital iugoslava. Aquest atac tenia com a punta de llança al regiment d'infanteria Großdeutschland, seguit de prop per la 2a Divisió SS Das Reich. Després de travessar la frontera a nord del Vršac, els elements d'avançada van entrar a Pančevo l'11 d'abril. Després d'haver avançat fins a situar-se a 70 km al nord de Belgrad, el XLI Panzerkorps es trobà amb una resistència aïllada, podent-se dirigir directament l'endemà cap a la capital enemiga.

#### El XLVI Panzerkorps (Segon Exèrcit)
Quan la Luftwaffe llançà els seus atacs el 6 d'abril, el 2n Exèrcit alemany tot just començava a reunir les seves tropes atacants a la frontera septentrional iugoslava per llançar-se a l'atac el dia 10. En un esforç per millorar les seves línies de sortida, algunes unitats del II Armee van prendre avantatges llançant atacs limitats contra petits objectius a la frontera. Els comandants de les tropes havien de mantenir les seves forces intactes davant la possibilitat d'haver de combatre prematurament, la qual cosa hagués limitat la llibertat d'acció de l'exèrcit i hagués dificultat la conducció de les operacions.
L'Alt Comandament de l'Exèrcit estava determinat a conquerir intactes els principals ponts de la zona del XLVI Panzerkorps. Així doncs, l'1 d'abril elements del cos van rebre l'ordre de capturar el pont de Bares i el pont ferroviari a 15 km al nord-est de Koprivoica. A primera hora del vespre del 6 d'abril, la manca de resistència enemiga i la situació general semblava indicar que els iugoslaus no podrien oferir una resistència continguda a la frontera, i el XLVI Panzerkorps va rebre l'ordre que establís caps de pont al Mura i al Drava a Mursko Središće, Letenye, Zakany i Barcs. Els escassos atacs portats a terme pel Cos van ser suficient per desanimar als iugoslaus. A més, hi havia un alt nombre d'unitats croates al 4t Exèrcit iugoslau responsables de defensar aquella zona, arribant a amotinar-se en diversos punts del sortint de Drava, rebutjant resistir-se als alemanys, considerant-los com els seus alliberadors de l'opressió sèrbia.
Quan les forces alemanyes van travessar el pont sobre el Drava a Bares el matí del 10 d'abril i superà els caps de pont prèviament establerts, la desintegració de les forces iugoslaves ja havia assolit avançada etapa. Amb el suport de la Luftwaffe, la 8a Divisió Panzer, seguida per la 16a motoritzada, llançà l'amenaça del XLVI Panzerkorps cap a Belgrad avançant cap al sud-est entre els rius Drava i Sava. El vespre del 10 d'abril, grups d'avançada de la 8a Panzer, després d'haver avançat virtualment sense cap resistència, van arribar fins a Slating malgrat les pobres carreteres i el mal temps. Les bosses enemigues van ser eliminades, i la divisió avançà cap a la capital per Osijek, encara que les carreteres eren encara pitjors. La situació desesperada de l'enemic es va fer palesa en la crida que va fer el general Dušan Simović a les seves tropes:
Totes les tropes han d'enfrontar-se a l'enemic allà on es trobin i amb els mitjans de què disposin. No esperin ordres directes dels seus superiors, sinó que han d'actuar mitjançant el seu propi judici, iniciativa i consciència.
L'11 d'abril, la 8a Panzer va arribar a Osijek, mentre que la 16a superava Našice. Les nombroses demolicions de ponts i les males carreteres van retardar el progrés d'ambdues divisions, la missió de les quals era atacar la rereguarda de les tropes iugoslaves que feien front al XIV Panzerkorps i establir de ben aviat contacte amb el Primer Grup Panzer.
A les 02:30 del 12 d'abril, la 8a Panzer penetrà a Mitrovica després que dos ponts vitals sobre el Sava haguessin estat capturats intactes. La divisió continuà la seva amenaça amb el cos principal avançant cap a Lazarevac, a uns 32 km al sud de Belgrad, que havia estat designada punt d'enllaç amb el Primer Grup Panzer.
Al matí del 12 d'abril, el XLVI Panzerkorps va rebre noves ordres. Així doncs, només alguns elements de la 8a Divisió Panzer havia de continuar cap a l'est per conquerir i assegurar el pont del Sava prop dels afores occidentals de Belgrad. A les 18:30, el cos principal de la divisió tombà cap al sud-est i es desplaçà cap a Valjevo per establir contacte amb l'ala esquerra del Primer Grup Panzer al sud-oest de Belgrad. De manera simultània, la 16 divisió d'infanteria motoritzada, que havia estat avançant darrere de la 8a Panzer, tombà cap al sud, travessà el Sava i avançà cap a Zvornik. Així doncs, totes dues divisions van ser apartades del seu objectiu original, Belgrad, per tal de participar en la conquesta de Sarajevo.
Mentrestant, tant el 2. Armee com l'Alt Comandament de l'Exèrcit esperaven notícies sobre la caiguda de Belgrad. Dels tres grups blindats convergents, el XLI Panzerkorps va ser el darrer en informar que estava a prop de la capital, havent arribat fins a Pancevo, a la riba oest del Danubi a només 16 km a l'est de la ciutat. Al sud de Belgrad la resistència s'obstinà, mentre que l'11a Divisió Panzer, punta de llança del 1r Grup Panzer, s'apropava a la capital.

### La caiguda de Belgrad

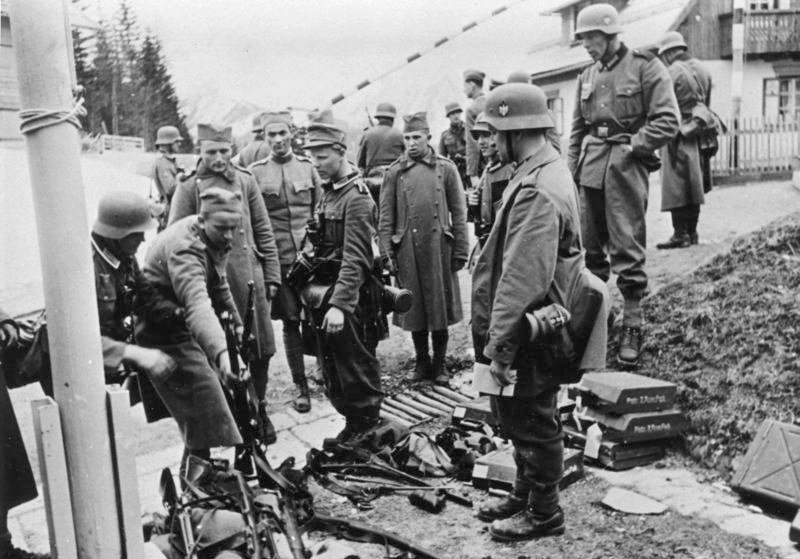
Iugoslaus rendint-se

Des que tres forces atacants separades convergien simultàniament sobre Belgrad, l'Alt Comandament de l'Exèrcit no podia decidir quina força seria la primera a arribar a la capital. Cap a primera hora del vespre, el SS-Obersturmführer Klingenberg de la unitat motoritzada de reconeixement de la 2a Divisió SS Das Reich, descobrint que tots els ponts sobre el Danubi havien estat destruïts, va travessar el riu amb una patrulla de 10 soldats les SS en una llanxa pneumàtica. La patrulla va entrar a la ciutat sense ser molestada. Adonant-se de les poques defenses que hi havia a la ciutat en aquells moments, decidí jugar-se un farol i trucà al batlle dient-li que el seu escamot només era una avançada d'una gran força d'assalt alemanya i, que o bé la ciutat es rendia a ell immediatament, ordenaria per ràdio que es llancés un atac aeri de gran intensitat. L'alcalde no sabia que Klingenerg no tenia mitjans per comunicar-se amb el gruix dels alemanys; i a les 17:00 la bandera de l'esvàstica onejava a la legació alemanya. Dues hores després, el batlle de Belgrad lliurà oficialment la ciutat a Klingenerg, qui anava acompanyat per representants del Ministeri d'Afers Exteriors alemanys. Per aquesta acció, Klingenerg rebria la Creu de Cavaller de la Creu de Ferro
Al Quarter General del 2. Armee no havien rebut cap missatge de la 8a Divisió Panzer en les darreres 24 hores, quan informà que s'apropaven als afores occidentals de Belgrad. Finalment, a les 11:52 del 13 d'abril, l'oficial d'operacions de la divisió envià el següent missatge:
Durant la nit la 8a Divisió Panzer ha penetrat a Belgrad, ha ocupat el centre de la ciutat i ha hissat la bandera de l'Esvàstica.
Però com que les comunicacions entre el 2. Armee i el Primer Grup Panzer havien estat millors, poc abans del missatge de la 8a Divisió havien rebut aquest altre:
El Grup Panzer von Kleist ha capturat Belgrad des del sud. Patrulles del regiment d'infanteria motoritzada Groβ Deutschland han entrat a la ciutat pel nord. Amb el General von Kleist al capdavant, l'11a Divisió Panzer ha penetrat a la ciutat des de les 06:32
Així doncs, la cursa per Belgrad havia acabat amb les tres forces arribant al seu objectiu gairebé simultàniament. Amb la caiguda de la ciutat, el Primer Grup Panzer va ser traspassat del 12è al 2n Exèrcit, mentre que el XLVI Panzerkorps va ser situat sota el comandament directe del grup panzer per a la fase següent de l'operació (la persecució i la destrucció final de les restes de l'exèrcit iugoslau).

### Les accions ofensives italianes i hongareses

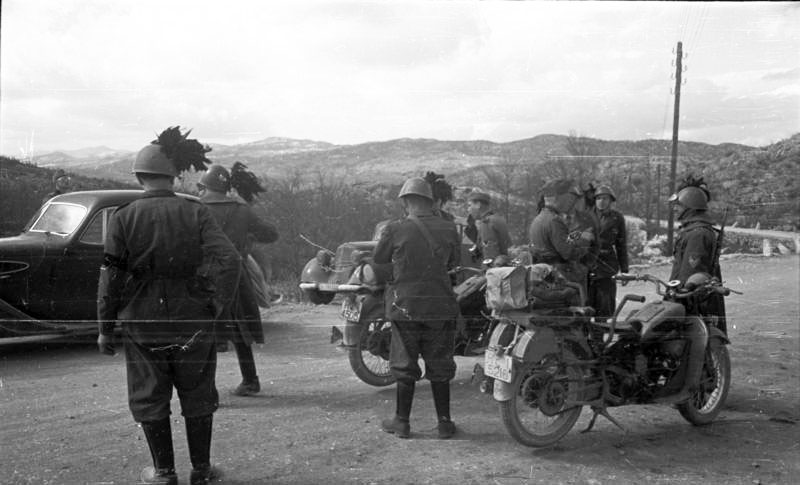
Bersaglieri italians durant la invasió.

El Segon Exèrcit italià travessà la frontera poc després que els alemanys. El 2n Exèrcit s'enfrontà al Setè Exèrcit iugoslau. Els italians van haver d'encarar una resistència limitada i van ocupar zones d'Eslovènia, Croàcia i de la costa de Dalmàcia. A més del 2n Exèrcit, Itàlia tenia quatre divisions del Novè Exèrcit a la frontera entre Albània i Iugoslàvia. Aquestes unitats defensaven una ofensiva iugoslava en aquell front.
El 12 d'abril, el Tercer Exèrcit hongarès travessà la frontera amb una brigada de cavalleria, dues motoritzades i sis d'infanteria. El Tercer Exèrcit s'enfrontà al Primer Exèrcit iugoslau. Quan els hongaresos van travessar la frontera, els alemanys ja portaven una setmana combatent amb els iugoslaus. Per tant, els iugoslaus gairebé no els van oferir resistència, excepte les unitats de les fortificacions frontereres, que van resistir l'avanç hongarès algun temps i els van causar unes 350 baixes. Les unitats del Tercer Exèrcit hongarès van avançar en una zona triangular compresa entre els rius Danubi i Drava, ocupant la regió de Bačka a Vojvodina, que tenia una majoria relativa hongaresa. Les forces hongareses només ocuparen zones que havien format part d'Hongria abans del Tractat de Trianon. Mostrant el seu desacord amb les operacions hongareses, el primer ministre Pál Teleki se suïcidà.

### Ofensiva iugoslava a Albània
D'acord amb el pla de guerra del Reial Exèrcit Iugoslau, R-41, es formulà una estratègia que, si s'havia d'encarar un atac massiu de l'Eix, es portaria a terme una retirada en tots els fronts excepte al sud. Allà, el Tercer Exèrcit Iugoslau, en cooperació amb l'exèrcit grec, es llançaria una ofensiva contra les forces italianes a Albània. Aquesta acció seria per assegurar espai per permetre la retirada del cos principal de l'exèrcit iugoslau cap al sud. Això seria a través del territori albanès per tal d'arribar a Grècia i a les forces aliades allà destinades. L'estratègia es basava en la premissa que, l'exèrcit iugoslau podria, juntament amb els exèrcits grec i britànic, una nova versió del Front de Salònica de la I Guerra Mundial.
El 3r Exèrcit iugoslau, del 3r Grup d'Exèrcits, estava encarregat en portar a terme les operacions ofensives contra l'exèrcit italià del nord d'Albània. Per aquest propòsit, el 3r Exèrcit havia concentrat 4 divisions d'infanteria (la 15a "Zetska", la 13a "Hercegovacka", la 31a "Kosovska" i la 25a "Vardarska") i l'odred de cavalleria "Komski" a Kosovo i a Montenegro.
La reserva estratègica del 3r Grup d'Exèrcits, la 22a divisió d'infanteria "Ibarska" va ser situada a Uroševac, a la regió del Kosovo. A més, la 12a divisió d'infanteria "Jadranska" va portar a terme operacions ofensives contra l'enclavament italià de Zara, a la costa de Dalmàcia.
Els primers elements del 3r Exèrcit van llançar les seves operacions ofensives al nord d'Albània el 7 d'abril de 1941, amb l'odred Komski cobrint les muntanyes Gusinje-Prokletije i avançant cap al poble de Raja-Puka. La divisió Kosovska travessà la frontera a la zona de Prizren i avançà cap a la vall del riu Din. La divisió Vardarska va tenir diversos èxits locals a Dèbar, mentre que la resta d'unitats de l'exèrcit encara s'estaven reunint.
L'endemà, la divisió Zetska avançà per la carretera Podgorica-Shkodër. L'odred de cavalleria Komski va travessar les perilloses muntanyes de Prokletije i van arribar al poble de Koljegcava, a la vall del riu Valjbone. Al sud, la divisió Kosovska va superar les defenses italianes a la vall del Drin, però a causa de la caiguda de Skopje davant els atacs alemanys, la divisió Vardarska va haver d'aturar les seves operacions a Albània.
El 9 d'abril no va haver pràcticament cap progrés pels iugoslaus, a causa que si bé la divisió Zetska continuà avançant cap a Shkodër i l'odred Komski arribà al Drin, la divisió Kosovska ha haver d'aturar les seves activitats de combat al front albanès per l'aparició de tropes alemanyes a Prizren.
El 10 d'abril, la divisió Zetska encara lluitava dirigint-se cap a Shkodër i havia avançat fins a 50 km en alguns llocs. Aquests avanços havien tingut el suport del 66è i 88è Grups de Bombarders de la Reial Força Aèria Iugoslava, que van atacar els aeròdroms i les concentracions de tropes italianes a Shkodër, així com al port de Durrës.
L'odred Komski i la columna dreta de la divisió Kosovska van avançar per la riba dreta del riu Drin cap a Shkodër per tal d'enllaçar amb la divisió Zetska, però les columnes central i esquerra de la divisió van haver d'establir un perímetre defensiu per sostenir la pressió cada cop major de les tropes alemanyes.
Entre l'11 i el 13 d'abril, amb les tropes alemanyes i italianes avançant cap a les seves zones de rereguarda, la divisió Zetska va veure's obligada a retirar-se cap al riu Pronisat per la 131a divisió cuirassada Centauro, on restà fins al final de la campanya el 16 d'abril. La divisió Centauro llavors avançà fins a la base naval iugoslava de Kotor, a Montenegro.

### Operacions navals
Quan Alemanya i Itàlia van atacar Iugoslàvia el 6 d'abril de 1941, la Reial Marina Iugoslava disposava de 3 destructors, 2 submarins i 10 llanxes com a unitats més efectives de la flota. Un altre destructor, el
 estava al dic sec en el moment de la invasió, i els seus canons antiaeris estaven destinats a la defensa de la flota de la base de Kotor. La resta de la flota només era útil per a missions de defensa costanera, escorta local i tasques de patrulla.
Kotor era molt propera a la frontera albanesa i al front italo-grec, però Zada, un enclavament italià, estava situat al nord-oest de la costa, i per prevenir que s'establís allà un cap de pont, el destructor Beograd, 4 de les velles llanxes torpedineres i 8 llanxes van ser destinades a Šibenik, a 80 km al sud de Zara, en preparació per a un atac. L'atac estava coordinat amb la 12a divisió d'infanteria "Jadranska" i dos odreds del Reial Exèrcit Iugoslau atacant des de la zona de Benkovac, amb el suport d'atacs aeris del 81è Grup de Bombarders de la Reial Força Aèria Iugoslava. Les tropes iugoslaves van llançar el seu atac el 9 d'abril, però el 13 les tropes italianes van contraatacar i l'endemà havien arribat a Benkovac. La vessant naval per a aquest atac va trontollar quan el destructor "Beograd" va ser danyat quasi accidentalment per les aeronaus italianes prop de Sibenik quan el seu motor d'estribord va quedar fora d'acció, després del qual va anar com va poder fins a Kotor, escortat per la resta de la força, per a la seva reparació.
La patrulla marítima d'hidroavions realitzà missions de reconeixement i d'atac durant la campanya, a més d'oferir cobertura aèria per a les missions de minat a Zara. Entre els seus èxits estan un petroler italià malmès prop de Bari, atacs contra el port albanès de Durrës, així com atacs contra els combois de subministrament cap a Albània. El 9 d'abril, un hidroavió Dornier Do 22K va atacar un comboi italià de 12 vapors amb una escorta de 8 destructors que travessava l'Adriàtic durant el dia, atacant enmig d'un intens foc antiaeri.
La Reial Marina Iugoslava també tenia quatre grans monitors molt ben armats a la seva flotilla fluvial. Estaven destinats a patrullar pel Danubi, el Drava i el Sava a les zones septentrionals d'Iugoslàvia i a la seva frontera amb Hongria. Aquests monitors, el “Drava”, el “Sava”, el “Morava” i el “Vardar” havien estat requisats a la marina austríaca al final de la I Guerra Mundial. Tots ells eren d'entre 400 i 500 tones i tenien un armament principal de dos canons de 120mm, dos o tres canons de 66mm, morters de 120mm, canons antiaeris de 40mm i metralladores.
A l'inici de la campanya van portar a terme operacions ofensives bombardejant l'aeròdrom de Mohacs a Hongria el 6 i el 8 d'abril, però van començar a recular cap a Novi Sad l'11 d'abril després de repetits atacs dels bombarders en picat Junkers Ju 87 alemanys. A primera hora del matí del 12 d'abril, un esquadró de van atacar els monitors al Danubi. El Drava va rebre diversos impactes, però no van ser capaços de penetrar el seu blindatge de 300mm però, una bomba impactà a la xemeneia, matant a 54 dels 67 tripulants. Durant els atacs, els artillers antiaeris van reclamar haver abatut 3 Stukas.
Els altres 3 monitors van ser destruïts per les seves tripulacions el mateix 12 d'abril després que les tropes alemanyes i hongareses haguessin ocupat les bases des d'on operaven.

## Pèrdues

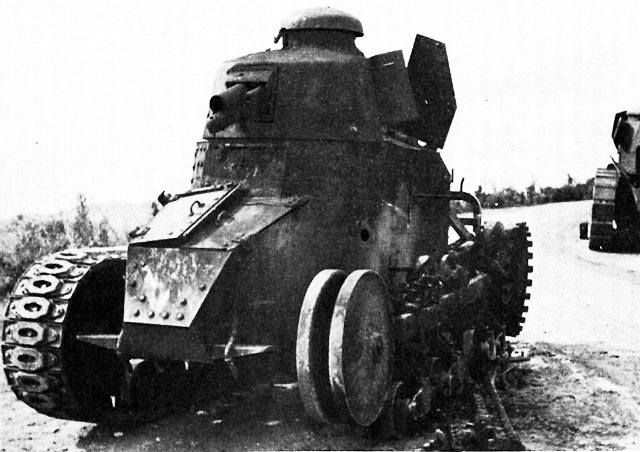
Un tanc Renault FT-17 o NC-27 iugoslau destruït

Els alemanys van tenir una taxa de baixes inesperadament baixa. Durant els 12 dies de combats les xifres de baixes van ser de 558 homes: 151 morts, 392 ferits i 15 desapareguts en acció. Mentre que el XLI Panzerkorps es dirigia cap a Belgrad, per exemple, l'únic oficial mort en acció va morir a causa d'un tirador civil. La Luftwaffe va perdre aproximadament 60 avions sobre Iugoslàvia, amb la pèrdua d'almenys 70 tripulants.
Els italians, en canvi, van tenir moltes baixes al nord d'Albània a causa de l'ofensiva iugoslava, mentre que la Regia Aeronautica va perdre aproximadament 10 avions abatuts, i 22 més que van resultar danyats.
L'exèrcit hongarès va tenir 350 baixes (120 morts, 223 ferits i 13 desapareguts en acció) a causa del bombardeig de les forces fluvials iugoslaves contra les seves instal·lacions frontereres i els seus atacs contra les tropes frontereres iugoslaves a Vojvodina, amb una quarta part del batalló paracaigudista hongarès sent baixa en ser abatut el seu avió el 12 d'abril.
Els alemanys van capturar entre 254.000 i 345.000 iugoslaus, excloent un considerable nombre d'ètnies croata, alemanya i hongaresa que havien estat reclutats a l'exèrcit iugoslau, però que ràpidament van desertar; i els italians van capturar 30.000 més.
Aproximadament uns 1.000 soldats i diversos centenars de membres de la força aèria van aconseguir fugir a Egipte via Grècia.
En el seu breu vol, la Reial Força Aèria Iugoslava va patir la pèrdua de 49 avions a causa dels caces enemics i del foc antiaeri, amb diversos més malmesos sense possibilitat de ser reparats. Aquestes pèrdues van costar la vida a 27 pilots de caça i a 76 tripulants de bombarder. 85 avions més van ser destruïts a terra, mentre que molts altres van ser destruïts per les seves pròpies tripulacions, o van estavellar-se durant les operacions o en els vols d'evacuació.
Malgrat aquestes pèrdues, més de 70 avions iugoslaus van escapar fins a territori aliat. Principalment a Grècia, però 8 bombarders Dornier i Savoia Marchetti van dirigir-se cap a la Unió Soviètica, dels quals 4 van aconseguir arribar. Diverses dotzenes dels avions que havien aconseguit fugir van ser destruïts posteriorment durant l'atac que la Regia Aeronautica llançà contra l'aeròdrom grec de Paramitia. Més de 300 avions operatius, auxiliars i d'entrenament van ser capturats i van passar a la nova Força Aèria de l'Estat Independent de Croàcia, Finlàndia, Romania i Bulgària.

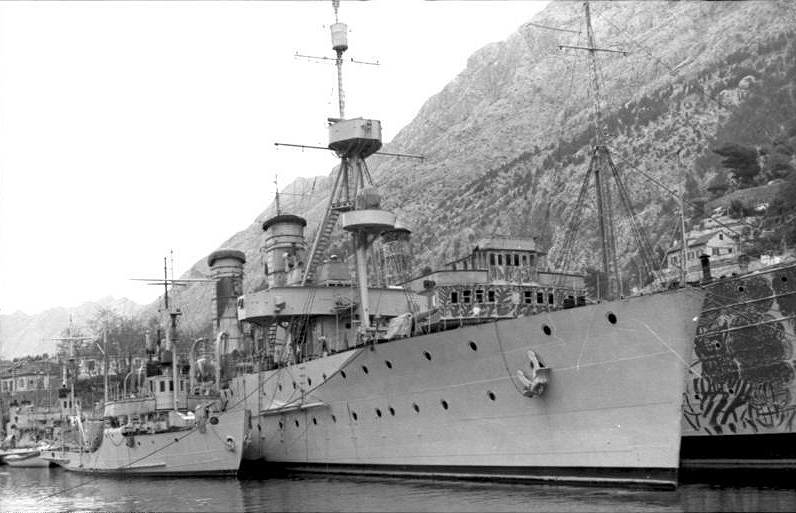
Vaixells iugoslaus capturats per la Regia Marina a l'abril de 1941. Són, des de l'esquerra, un minador classe Malinska, el creuer lleuger Dalmacija i el dipòsit de submarins Hvar.

Els italians van capturar la major part de la Marina Iugoslava (un dels seus 4 destructors, el, havia passat tota la campanya al dic sec). No obstant això, un altre destructor, el Zagreb va ser enfonsat a Kotor per dos dels seus oficials per evitar que fos capturat i un dels submarins de construcció britànica i dues llanxes van aconseguir arribar fins a Alexandria, on van seguir la lluita amb els Aliats. També s'ha d'afegir que un quart destructor, el Split, va ser capturat mentre que estava en construcció a les drassanes de Kotor, però la Regia Marina no el va poder completar abans de l'armistici de 1943. Eventualment va ser recuperat pels iugoslaus després de la guerra i completat amb el nom original.
Deu hidroavions van aconseguir escapar fins a Grècia, dels quals 9 arribarien a Egipte, on formarien un esquadró sota comandament de la Royal Air Force.

## Després de la batalla
La victòria de l'Eix va ser completa. El 17 d'abril de 1941, Iugoslàvia es rendia després de només 11 dies. La insistència de l'exèrcit iugoslau en intentar defendre tota la frontera no va ajudar. Posteriorment, Iugoslàvia seria dividida entre Alemanya, Hongria, Itàlia i Bulgària, amb la major part de Sèrbia sent ocupada per Alemanya. El líder feixista croata Ante Pavelić declarà l'Estat Independent de Croàcia fins i tot abans que s'hagués completat la invasió.